# Kefferhausen
Kefferhausen is een plaats en voormalige gemeente in de Duitse deelstaat Thüringen, en maakt deel uit van de Landkreis Eichsfeld.
Kefferhausen telt  inwoners.
De gemeente maakte deel uit van de Verwaltungsgemeinschaft Dingelstädt tot deze op op 1 januari 2019 werd opgeheven en Kefferhausen werd opgenomen in Dingelstädt, de voormalige hoofdplaats van het samenwerkingsverband.
Dingelstädt · Helmsdorf · Kefferhausen · Kreuzebra · Silberhausen